# Luís Edgard de Andrade Furtado
Luís Edgard de Andrade Furtado (Fortaleza, 17 de março de 1931 - Rio de Janeiro, abril de 2020), também conhecido como Edgar de Andrade, foi um jornalista brasileiro. Filho de Manoel Antônio de Andrade Furtado e Maria Dilara Bezerra de Meneses. Formou-se em Filosofia, no Seminário da Prainha em 1952, e em Direito, pela Faculdade de Direito da Universidade Federal do Ceará, em 1953.

## Biografia
Formado em Filosofia, lecionou Filosofia no curso secundário. Bacharel em Direito, era inscrito na Ordem dos Advogados do Brasil, seção Rio de Janeiro. Estudou comunicação no Centre de Formation des Journalistes e no Institut Français de Presse, em Paris.  
Associou-se ao Colégio Brasileiro de Genealogia em 12 de setembro de 1988. Foi eleito Titular da Cadeira nº 27, que tem por patrono Antônio de Araújo de Aragão Bulcão Sobrinho, em 23 de janeiro de 1989. Foi membro da Academia Cearense de Ciências, Letras e Artes do Rio de Janeiro.
Foi orador, em 22 de janeiro de 1989, ao lado de Luís Sucupira, em uma homenagem a Andrade Furtado no Instituto do Ceará.

## Carreira

### Jornalismo
Começou a atividade jornalística no diário O Nordeste, de Fortaleza. Trabalhou, também, nos Diários Associados do Ceará. Transferiu-se para o Rio de Janeiro em 1956, como repórter da revista O Cruzeiro. Morou na França entre 1959 e 1965 e neste período foi correspondente do Jornal do Brasil e da revista Manchete. De 1965 a 1967, dirigiu, no Rio de Janeiro, a Editoria Internacional do Jornal do Brasil.  

De 1968 a 1975, contra boa parte da opinião pública mundial, os Estados Unidos comandaram um ataque ao Vietnã sob o pretexto de impedir a expansão socialista. Mesmo sem enviar soldados brasileiros para o combate, a cobertura internacional brasileira passa a cobrir a Guerra do Vietnã. Partiu, então, por conta própria, e passou o ano de 1968 no Vietnã, com correspondente de guerra. Explicou, em entrevista concedida à Associação Brasileira de Imprensa:  
"A guerra do Vietnã significou para os jornalistas, nos anos 60, o que a guerra da Espanha tinha simbolizado, nos anos 30, para a geração de Hemingway, Kostler e Malraux: um momento de paixão e aventura. Os jornais dedicavam uma página por dia a esse conflito". 
Em 1969, ganhou o Prêmio Esso Nacional de Jornalismo com uma série de reportagens sobre psicanálise. No mesmo ano, foi preso no Rio de Janeiro.
De 1969 a 1973 residiu em São Paulo, onde foi repórter da revista Realidade. Em 1970, passou 15 dias no Chile e cobriu as eleições presidenciais. Foi editor do jornal O Estado de São Paulo e da revista Exame. De volta ao Rio, ainda em 1973, entrou como produtor especial do Fantástico. na Rede Globo de Televisão, para onde levaria em 1976 o jornalista Luiz Fernando Mercadante. Foi chefe de redação do Jornal Internacional e editor-chefe do Jornal Nacional. 
Com a prisão e morte de Vladmir Herzog da TV Cultura de São Paulo, houve uma mudança de cenário no meio jornalístico. Foi então acusado de ser cúmplice de uma suposta célula comunista na Rede Globo, e levado por Armando Nogueira para depor no DOPS, hoje Museu da Polícia Civil do Estado do Rio de Janeiro, onde esperavam o delegado Francisco de Paula Borges Fortes e um militar, a mando do General Reinaldo Almeida, para assegurar que o interrogatório seria feito com 'humanidade'. Voltou, no mesmo dia, a tempo de editar o Jornal Nacional.
Entre 1970 e 1975, produziu uma série denunciando o racismo na África, viajando pela África do Sul, Guiné-Bissau, Angola e Moçambique com um cinegrafista. É um dos autores do Manual de Telejornalismo da Rede Globo, editado em 1985, o que demonstra sua autoridade intelectual na organização durante a Ditadura Empresarial-Militar Brasileira. Por conta deste episódio, foi anistiado em 2004 junto a outros jornalistas (por exemplo, Carlos Heitor Cony) por perseguição política, que receberam indenizações milionárias do Ministério da Justiça . No entanto, em 2005, o Ministério Público Federal identificou e investigou irregularidades nos benefícios recebidos. 
Dirigiu a redação da Rede Manchete de Televisão. 
Em 2009, em entrevista à Globo, relatou o passo a passo da redação da emissora durante a ditadura. Conta que fontes militares telefonavam diariamente, e determinavam os assuntos sob proibição, sobretudo, escândalos familiares da classe militar, de pouca relevância para a mídia, o que frequentemente espantava os jornalistas, ou, como diz com suas próprias palavras: a censura era uma fonte de fofoca. Também era determinada censura em número de óbitos de epidemias que ocorriam no Rio e em São Paulo. 

### Colégio Brasileiro de Genealogia
Dedicou-se à pesquisa genealógica das famílias Castelo Branco e Saraiva Leão, sobretudo na Revista do Instituto do Ceará do Instituto do Ceará, na revista Itaytera do Instituto Cultural do Cariri e no jornal O Globo. 

## Obras
Entre outros, são de sua autoria: 
- O Licenciado Plácido Francisco de Assis Andrade e seus descendentes;
- Andrade Furtado: raízes e origens;
- Notícia histórica dos Castelo Branco do Ceará e da Paraíba;
- Os Bezerra de Ponte de Lima e Viana do Castelo.

## Morte
Morreu em abril de 2020, aos 88 anos, no Rio de Janeiro, após contrair Covid-19.